# Chase De Leo
Chase De Leo (* 25. Oktober 1995 in La Mirada, Kalifornien) ist ein US-amerikanischer Eishockeyspieler, der seit Januar 2025 bei den Milwaukee Admirals aus der American Hockey League (AHL) unter Vertrag steht und dort auf der Position des Centers spielt. Zuvor absolvierte De Leo bereits weit über 500 Spiele in der AHL und stand darüber hinaus in sieben Partien für die Winnipeg Jets, Anaheim Ducks und New Jersey Devils in der National Hockey League (NHL) auf dem Eis.

## Karriere
De Leo stammt aus La Mirada, einem Vorort der Metropole Los Angeles, und spielte dort im Juniorenbereich zunächst zwischen 2009 und 2011 für die Los Angeles Selects. Über den WHL Bantam Draft im Jahr 2010 hatten die Portland Winterhawks aus der Western Hockey League schließlich die Rechte an De Leos Person erhalten und holten ihn zur Saison 2011/12 in ihren Kader. In dem stets als Titelanwärter geltenden Team verbesserte der Center seine Punktausbeute von Jahr zu Jahr und gewann in der Spielzeit 2012/13 den Ed Chynoweth Cup, die Meisterschaftstrophäe der WHL. Im anschließenden Memorial Cup scheiterte die Mannschaft erst im Finale an den Halifax Mooseheads.
Während seiner vier Jahre in Portland war De Leo im NHL Entry Draft 2014 in der vierten Runde an 99. Stelle von den Winnipeg Jets ausgewählt worden. Diese nahmen ihn nach Abschluss seiner Juniorenkarriere im Juni 2015 unter Vertrag. Im Verlauf der Saison 2015/16 kam er bei Winnipegs Farmteam, den Manitoba Moose, aus der American Hockey League zum Einsatz, wo er auf Eric Comrie traf. Mit dem Torwart hatte er bereits bei den Los Angeles Selects gemeinsam gespielt. Im Saisonverlauf feierte der Stürmer auch sein Debüt in der National Hockey League für die Jets und kam im März 2016 zu zwei Einsätzen. Die folgenden beiden Spieljahre verbrachte er komplett bei den Moose in der AHL, ehe er im Juni 2018 im Tausch für Nic Kerdiles an die Anaheim Ducks und deren Farmteam San Diego Gulls abgegeben wurde.
Nach drei Jahren in der Organisation der Ducks wechselte er im Juli 2021 als Free Agent zu den New Jersey Devils, bevor er in gleicher Weise im Juli 2022 zu den Anaheim Ducks zurückkehrte. Dort kam er in den folgenden beiden Jahren aber ausschließlich bei den San Diego Gulls in der AHL zu Einsätzen. Gleichzeitig fungierte er als Mannschaftskapitän des Teams. Nachdem der Vertrag De Leos im Sommer 2024 nicht verlängert worden war, schloss er sich im September desselben Jahres dem kasachischen Hauptstadtklub Barys Astana aus der Kontinentalen Hockey-Liga (KHL) an. Dort wurde er jedoch bereits nach lediglich neun KHL-Partien im Oktober 2024 aus seinem Vertrag entlassen und wechselte umgehend zu den ZSC Lions aus der Schweizer National League. Die Lions verließ er nach nur vier Einsätzen bereits einen Monat später. Im Januar 2025 fand De Leo in den Milwaukee Admirals aus der AHL seinen dritten Arbeitgeber im Verlauf der Spielzeit 2024/25.

### International
De Leo spielte für sein Heimatland bei der U20-Junioren-Weltmeisterschaft 2015 in den kanadischen Metropolen Toronto und Montreal. In fünf Turnierspielen erzielte er ein Tor und schied mit der Mannschaft im Viertelfinale aus.

## Erfolge und Auszeichnungen
- 2013 Ed-Chynoweth-Cup-Gewinn mit den Portland Winterhawks

## Karrierestatistik
Stand: Ende der Saison 2024/25

### International
Vertrat die USA bei:
- U20-Junioren-Weltmeisterschaft 2015

(Legende zur Spielerstatistik: Sp oder GP = absolvierte Spiele; T oder G = erzielte Tore; V oder A = erzielte Assists; Pkt oder Pts = erzielte Scorerpunkte; SM oder PIM = erhaltene Strafminuten; +/− = Plus/Minus-Bilanz; PP = erzielte Überzahltore; SH = erzielte Unterzahltore; GW = erzielte Siegtore; 1 Play-downs/Relegation; Kursiv: Statistik nicht vollständig)